# 48047 Houghten
48047 Houghten este un asteroid din centura principală de asteroizi.

## Descriere
48047 Houghten este un asteroid din centura principală de asteroizi. A fost descoperit pe 22 februarie 2001 la Nogales, Arizona la Observatorul Tenagra II. Asteroidul prezintă o orbită caracterizată de o semiaxă mare de 2,29 ua, o excentricitate de 0,05 și o înclinație de 6,9° în raport cu ecliptica.